# Platycerus acuticollis takakuwai
Platycerus acuticollis takakuwai es una subespecie de coleóptero de la familia Lucanidae.

## Distribución geográfica
Habita en Japón.